# Neodexiopsis flavipalis
Neodexiopsis flavipalis är en tvåvingeart som beskrevs av Albuquerque 1956. Neodexiopsis flavipalis ingår i släktet Neodexiopsis och familjen husflugor. Inga underarter finns listade i Catalogue of Life.